# تری رالینگز
تری رالینگز (انگلیسی: Terry Rawlings؛ زادهٔ ۱۹۳۳ (۹۱–۹۲ سال) - درگذشت ۲۳ آوریل ۲۰۱۹) تدوین‌گر اهل انگلستان بود.

## فیلم‌شناسی
- بیگانه (۱۹۷۹)
- ارابه‌های آتش (۱۹۸۱)
- بلید رانر (۱۹۸۲)
- افسانه (۱۹۸۵)
- جریان پس‌رو (۱۹۸۹)
- بدون دخترم هرگز (۱۹۹۱)
- بیگانه ۳ (۱۹۹۲)
- چشم‌طلایی (۱۹۹۵)
- مارشال آمریکایی (۱۹۹۸)
- به دام انداختن (۱۹۹۹)
- شبح اپرا (۲۰۰۴)